# W.R.3
W.R.3 of War Risk 3 is een Vlaamse punkgroep uit Denderleeuw, opgericht in 1980. De naam van de band verwijst naar de dreiging van een derde wereldoorlog.

## Geschiedenis
Nadat de band werd opgericht in 1980, stopten zij na zes jaar met spelen in 1986. In 1996 heeft de band echter weer een doorstart gemaakt, en is daardoor een van de oudste Belgische punkbands die nog steeds spelen.
De muziekstijl van deze band wordt omschreven als melodieuze punkrock. De grootste hit van W.R.3 is Let em Fight Their Own War, een punkklassieker uit 1985 die verscheen op de legendarische punk-lp Alle 24 Goed!. De groep heeft met The Kids, Red Zebra en The Exploited een optreden gedaan, waarvan een live-cd werd uitgebracht. In 2008 werd W.R.3 terug opgericht met 3 nieuwe jonge muzikanten. In 2010 werd het eerste album Only the hard way met de nieuwe bandleden uitgebracht. In oktober 2017 speelden ze hun vaarwelshow op het festival FESTIVARK in Ninove.

## Leden
- Wim De Petter (zang)
- Fabrice Deneve - Fab (leadgitaar)
- Vince Heyman - Vinny (bas)
- Dieter Demey - Meyken (tweede gitaar)
- Sebastian Gordts - Seb - (slagwerk)

## Voormalige bandleden
- Dirk Breynaert - Dirk (slagwerk)
- Didier Dequanter - Didi (slagwerk)
- Peter Schelfhout - Pië (bas)
- Olivier Pierre - Cartouche (tweede gitaar)
- Tom Asselman - Tom (tweede gitaar)
- Frans Nevens - Mitjes (Synth)
- John Kestens - John (Synth)
- Pieter Schamp - Scampie (tweede gitaar)
- Robbe Van Droogenbroeck - (tweede gitaar)
- Sidney Cansse - (slagwerk)
- Gert Dhondt - (slagwerk)
- Super - (Guitar)
- Sebastian Gordts - Beffie (slagwerk)
- Didier Dequanter - Didi (slagwerk)

## Discografie
- Alle 24 goed! (1985)
- Bloodstains accros Belgium VOL.2 (1997)
- W.R.3 Live (1998)
- It's a beautifull day (1999)
- Alle 24 goed! 2e Release (2000)
- Soldier boy (2000)
- Das Punk (2000)
- The Criminal Mind (2002)
- Thank You Mister President (2004)
- The Harder The Better VOL.10 (2005)
- Looking For A Home - single (2006)
- Wake Up Call - single (2007)
- WR3 RELOADED (2007)
- Do You Feel The Heat -(Kick Ass Rec) (2008)
- Run (single Feat. Annie Hellie) (2008)
- Do You Feel The Heat - (Punk Kills 4) (2008)
- Do You Feel The Heat - single (2008)
- Soldier boy -(Kick Ass Rec)(2008)
- Let'em Fight Their Own War -(Japanese European Friendship)(2009)
- Only the hard way  -(Fakto Records)((2010)